# Jesse Corti
Jesse Corti (Venezuela, 3 juli1955), geboren als Jose Juan Corti, is een in Venezuela geboren Amerikaans acteur, stemacteur en filmproducent.

## Biografie
Corti is geboren in Venezuela maar is opgegroeid in Paterson (New Jersey). Hij volgde de high school aan de Eastside High School en haalde in 1973 zijn diploma.
Corti begon in 1986 met acteren in de film Courage. Hierna heeft hij nog meerdere rollen gespeeld in films en televisieseries zoals Gone in 60 Seconds (2000) en Hulk (2003). Hij heeft ook meerdere films, televisieseries en videogames ingesproken zoals Rugrats (1997), The Batman (2005), Just Cause (2006), Uncharted: Drake's Fortune en Call of Juarez: The Cartel.
Corti is ook actief als filmproducent, in 2008 heeft hij de film Stiletto geproduceerd.
Corti is getrouwd en heeft twee kinderen, een zoon en een dochter, beide ook actief in het acteren.

## Filmografie

### Animatiefilms
Uitgezonderd korte films.
- 2020: Ahí te Encargo - als Gonzalo
- 2016: Quackerz – Kianga
- 2016: Zootopia – Mr. Manchas
- 2013: Frozen – Spaans woordenboek
- 2012: Beruseruku: Ougon jidai-hen I - Haou no tamago – Julius
- 2011: Night of the Living Dead: Origins 3D – stem
- 2008: Mia et le Migou – Pedro / Wilford
- 2003: Kids' Ten Commandments: A Life and Seth Situation – Jacob / Ugee
- 2003: Kids' Ten Commandments: The Not So Golden Calf – Jacob
- 2000: The Christmas Lamb – stem
- 1996: All Dogs Go to Heaven 2 – Charlie Barklin
- 1996: The Undercover Kid – Raven
- 1996: Bird in a Window – Chinese man / Red
- 1993: Roosters – stem
- 1991: Beauty and the Beast – Lefou

### Animatieseries
Uitgezonderd eenmalige gastrollen.
- 2022-2023: Spidey and His Amazing Friends - als diverse stemmen (6 afl.)
- 2022: Berserk: The Golden Age Arc - Memorial Edition - als stem (7 afl.)
- 2021: Kajko and Kokosz - als Mirmil - 5 afl.
- 2019: Mobile Suit Gundam: The Origin - als Agha (3 afl.)
- 2012–2013: NFL Rush Zone: Season of the Guardians – stem (18 afl.)
- 2007–2012: Handy Manny – Renaldo (3 afl.)
- 2005: The Batman – Chief Angel Rojas (6 afl.)
- 1997: Rugrats – ridder / Reptar / Serenader (2 afl.)
- 1992: Super Dave: Daredevil for Hire – toegevoegde stemmen (? afl.)

### Films
Uitgezonderd korte films.
- 2020: You've Got This - als Gonzalo
- 2015: Night of the Living Dead: Darkest Dawn – nieuwslezer (stem)
- 2008: Stiletto – Hector Molinas
- 2007: A Modern Twain Story: The Prince and the Pauper – studiobeveiliger
- 2006: All In – Jesus
- 2006: The Visitation – katholieke priester
- 2005: Choker – interviewer / mr. Carter
- 2003: Hulk – kolonel
- 2003: Bringing Down the House – Italiaanse FBI-agent
- 2000: Gone in 60 Seconds – politieagent
- 2000: Love & Basketball – coach Parra
- 2000: Last Mistake – Tony
- 2000: Evil Con Carne – commando
- 1997: The Corporate Ladder – Armand Kristopolous
- 1995: In the Kingdom of the Blind, the Man with One Eye Is King – man op kruis
- 1994: A Brilliant Disquis – Maitre D'
- 1990: Revenge – Madero
- 1990: Sesame Street Visits the Firehouse – brandweerman Emilio
- 1989: Nightlife – Jose
- 1989: High Stakes – Super
- 1987: Heart – trainer van Herman
- 1987: Florida Straits – Guido
- 1986: Courage – Chico

### Televisieseries
Uitgezonderd eenmalige gastrollen.
- 2010: The Ballad of Mary & Ernie – boze persoon / Blad Bart – 2 afl.
- 1991: One Life to Live – Julio - ? afl.

### Computerspellen
- 2019: Death Stranding - als Deadman
- 2018: Just Cause 4 - als mensen van Solis
- 2018: Red Dead Redemption II - als lokale bevolking
- 2013: Lightning Returns: Final Fantasy XIII – stem
- 2013: BioShock Infinite – stem
- 2011: Uncharted 3: Drake's Deception – Columbiaanse burgers
- 2011: Call of Juarez: The Cartel – Alvarez
- 2010: Lost Planet – Vagabundo
- 2010: Metal Gear Solid: Peace Walker – soldaten (Engelse versie)
- 2007: Lost Odyssey – Congora (Engelse versie)
- 2007: Uncharted: Drake's Fortune – huurling
- 2007: The Shield – Galindo Sr.
- 2006: Metal Gear Solid: Portable Ops – DCI (Engelse versie)
- 2006: Just Cause – Caramona
- 2006: Syphon Filter: Dark Mirror – stem
- 2005: Metal Gear Solid 3: Subsistence – commandant (Engelse versie)
- 2005: SOCOM: U.S. Navy SEALs – Fireteam Bravo – diverse stemmen
- 2005: Biohazzard 4 – Bitores Mendez (Engelse versie)
- 2004: Metal Gear Solid 3: Snake Eater – commandant (Engelse versie)

- Library of Congress Control Number: no2003004081
- Nationale Bibliotheek van Israël: 987008729682205171
- Virtual International Authority File: 58761626
- WorldCat: E39PBJwddWgD7Kr88kGw6BV9jC